# Emma Snowsill
Emma Laura Snowsill (Gold Coast, 15 de junho de 1981) é uma triatleta da Austrália. Foi medalha de ouro nos Jogos Olímpicos de Verão de 2008, sediados em Pequim, na China.